# Muse Group
Pour les articles homonymes, voir Muse.
Ne doit pas être confondu avec Muse (groupe).
Muse Group (MuseCY Holdings Ltd.) est une société d’édition de logiciels et d’édition musicale spécialisée dans le développement d’outils et de ressources pour la composition musicale, la création musicale et l’éducation musicale.
Initiée en 1998 avec le site Ultimate Guitar, en 2021 la société devient Muse Group à la suite de plusieurs rachats dont ceux de MuseScore et d'Audacity.
Désormais située à Limassol (Chypre), elle devient le 4 décembre 2023 la société mère de Hal Leonard, le plus grand éditeur de partitions au monde.

## Historique

Logo précédent

En 2017, la société rachète l’outil de notation musicale libre MuseScore Studio et sa plateforme de partage de partitions MuseScore.com, respectivement lancées en 2002 et 2010,.
En 2021, elle rachète l’éditeur audio libre Audacity, un projet logiciel démarré en 2000,.
Le 4 décembre 2023, Muse Group rachète la société d’édition musicale américaine Hal Leonard, fondée en 1947, et l'intégralité de son catalogue de partitions et de ressources d’apprentissage de la musique,. Hal Leonard est le plus grand éditeur de partitions au monde, il détient notamment les éditions G. Schirmer, Le Chant du Monde, Alphonse Leduc, et distribue entre autres les éditions Durand, Schott Music, Riccordi, Salabert.
Le 4 juin 2024, le groupe lance l'outil pédagogique Muse Class.

## Produits et acquisitions
- Ultimate Guitar, un portail collaboratif de tablatures et grilles d'accords lancé en 1998
- Dean Zelinsky Guitars, part acquise en 2012
- Agile Partners, acquis en 2013 et ses produits
- Tonebridge, lancé en 2016
- MuseScore Studio, un logiciel d'édition de partitions, acquis en 2017
- MuseScore.com, une communauté en ligne permettant de partager et de consulter des partitions réalisées avec MuseScore Studio, acquise en 2017
- Crescendo, acquis en 2018
- MuseClass, lancé en 2020
- Audacity, un logiciel d'édition de fichiers audio, acquis en 2021
- StaffPad, acquis en 2021
- Muse Hub, un magasin d'applications pour la musique lancé en 2022
- Audio.com, lancé en 2022
- Hal Leonard, une maison d'édition musicale américaine acquise en 2023, et ses produits